# 天稚彥
天稚彥（あまのわかひこ/あめわかひこ）為《日本書紀》之記述，《古事記》則記作天若日子，祂是日本神話中的神祇。

## 概要

### 日本書紀之記載
依據《日本書紀》卷第二神代下之內容，天穗日命奉天照大神命前往葦原中國，卻媚附大己貴神，過了三年而不回報。八十諸神商議後，向高皇產靈尊推薦天國玉之子天稚彥，故高皇產靈尊賜天鹿兒弓及天羽羽矢給後者，派遣祂下凡撥平葦原中國之邪鬼。但祂甫抵葦原中國即娶顯國玉之女下照姬為妻，過了八年而不回報。高皇產靈尊怪其久不回報，遣無名雉查看。無名雉降到天稚彥家門前的湯津杜木上，吟唱高皇產靈尊的詔命，但天探女一聽到無名雉的鳥啼聲便建議天稚彥射殺之。天稚彥取出天鹿兒弓及天羽羽矢射死無名雉，箭矢射穿無名雉的胸膛後直達天落在高皇產靈尊之座前。後者見到箭矢染血，便說：「此乃吾賜給天稚彥之矢。」並出示給眾神說：「倘若天稚彥沒有抗命，此箭就是射殺惡神後來到此地；如果天稚彥有邪心，那麼此箭就會射死他」遂投還天羽羽矢，睡夢中的天稚彥胸部中矢身亡。
下照姬放聲哭，此聲達于天。天稚彥之父天國玉聞是聲，乃擧天稚彥之遺體致天，便造喪屋。以河鴈為持傾頭者（きさりもち/きざりもち）及持帚者、以雀為舂女，而連續舉行八日八夜的法事。味耜高彥根神（下照姬之同母兄）與天稚彥容貌甚似，故高彥根神前往弔唁時，天稚彥之親屬妻子誤認祂為天稚彥而攀持其衣帶。高彥根神覺得自己被誤認為死者而勃然大怒，持其劍大葉刈斫倒喪屋。此喪屋落美濃國藍見川上，即喪山也。當時高彥根神的光儀華艷，映於二丘二谷之間，故下照媛（下照姬）爲了讓其他人知道這是味耜高彥根神，開口唱了歌辭二首。號是曰夷曲（ひなぶり）。

### 古事記之記載
按照《古事記》上卷之紀錄，故事情節與前面大同小異。天若日子甫抵葦原中國即迎娶大國主神之女下照比賣為妻，因為八年久未回報結果，天照大神派雉名鳴女前往一探究竟。天若日子聽從天佐具賣之言，取天之麻迦古弓及天之波々矢射斃雉鳥，高木神投還矢箭，刺死睡夢中的天稚彥。
下照比賣放聲哭，哭聲直達天。天若日子之父天津國玉神與其妻子聞聲下凡乃做喪，阿遲志貴高日子根神前往弔唁喪事，因二人容貌近似，天若日子之父、妻誤認。阿遲志貴高日子根神憤然大怒，拔出名為大量（亦名神度劍）的十掬劍切開靈堂，並將之踹往一旁後飛去。

## 解說
平安時代的歌謠集《梁塵秘抄》、故事集《狹衣物語》等書皆將天稚彥描寫成從天下凡的美少年，擅長音樂；室町時代的《御伽草子》則描寫天稚彥乃天神之後，亦是一位具有蛇體的美男子，向人類女子求婚。日本民間傳說天稚彥乃因愛上下照姬而違抗高皇產靈尊的命令，所以因背叛天神遭到處死，蒙上一層愛情悲劇的色彩。
再者，《記紀》二書皆記載味耜高彥根神貌似天稚彥，後者死亡、前者復活，則代表穀物在秋天枯萎、在春天再生之意，亦有太陽在冬季變弱、在春季恢復之寓意。

## 信仰
祭祀天稚彥的神社主要有：
- 大矢田神社（岐阜縣美濃市大矢田）
- 喪山天神社（岐阜縣美濃市）
- 真木倉神社（岐阜縣美濃市御手洗）
- 笠神神社（京都府相樂郡南山城村）
- 安孫子神社（滋賀縣愛知郡）

## 內部連結
- 下照姬
- 味耜高彥根神

## 外部連結
- （日語）天若日子神（页面存档备份，存于）
- （日語）喪山天神社